# Морийн О'Хара
Морийн О'Хара (на английски: Maureen O'Hara) е американска актриса, родена в Ирландия.  Тя е естествено червенокоса и играе роли на страстни и чувствителни героини. Най-известните ѝ филми са – „Колко зелена бе моята долина“ (1941), „Чудо на 34-та улица“ (1947), „Рио Гранде“ (1950), „Тихият човек“ (1952), „Нашият човек в Хавана“ (1959) и „Капан за родители“ (1961). Има звезда на Холивудската алея на славата.

## Биография
Дебютира в киното през 1939 г. Считана е за една от най-известните актриси от златната ера на Холивудското кино и за една от най-красивите жени в света. Участва предимно в уестърни, като в пет от тях партнира на Джон Уейн.
Тя е второто от общо шест деца. През 1942 година става американска гражданка и оттогава има двойно гражданство. Има три брака и една дъщеря. Почти веднага след третия си брак спира да се снима в киното и се отказва от актьорската си кариера. Връща се отново едва през 1991 година и има няколко появявания както в киното, така и на телевизионния екран.
Автобиографията ѝ е публикувана през 2005 г.
През 2014 г., на О'Хара е връчен „Оскар“ за цялостно творчество с посвещение „На Морийн О'Хара, една от най-ярките звезди на Холивуд, чийто вдъхновяващи образи блестят със страст, топлота и сила“. Тя и Мирна Лой са единствените актриси, които са наградени с „Оскар“ за цялостно творчество, без да са били номинирани в индивидуална категория.
Почива в съня си на 24 октомври 2015 г. в дома си в Бойзи, Айдахо на 95 години.

## Избрана филмография
| Година | Филм                           | Оригинално заглавие      | Роля                 | Режисьор        |
| ------ | ------------------------------ | ------------------------ | -------------------- | --------------- |
| 1941   | Колко зелена беше моята долина | How Green Was My Valley  | Анахарад Морган      | Джон Форд       |
| 1942   | Черният лебед                  | The Black Swan           | Лейди Маргарет Денби | Хенри Кинг      |
| 1947   | Чудо на 34-та улица            | Miracle on 34th Street   | Дорис Уолкър         | Джордж Сийтън   |
| 1950   | Рио Гранде                     | Rio Grande               | Г-жа Катлийн Йорк    | Джон Форд       |
| 1952   | Тихият човек                   | The Quiet Man            | Мери Кейт Данахър    | Джон Форд       |
| 1953   | Червенокосата от Уайоминг      | The Redhead from Wyoming | Кейт Максуел         | Лий Шолем       |
| 1953   | Отряд „Стрела“                 | War Arrow                | Елън Коруин          | Джордж Шърман   |
| 1959   | Нашият човек в Хавана          | Our Man in Havana        | Беатрис Северн       | Карол Рийд      |
| 1961   | Смъртоносни спътници           | The Deadly Companions    | Кит Тилдън           | Сам Пекинпа     |
| 1963   | Маклинтък!                     | McLintock!               | Катрин Маклинтък     | Андрю Маклаглън |
| 1971   | Големия Джейк                  | Big Jake                 | Марта MaĸKeндълc     | Джордж Шърман   |